# Tarján
Tarján là một thị trấn thuộc hạt Komárom-Esztergom, Hungary. Thị trấn này có diện tích 43,07 km², dân số năm 2010 là 2707 người, mật độ 63 người/km².